# Кузнецов, Иван Матвеевич
Иван Матвеевич Кузнецов — советский учёный, доктор сельскохозяйственных наук (1952).

## Биография
Родился в 1900 году. Член ВКП(б) с 1923 года.
Окончил Вятский народно-хозяйственный практический институт по специальности «агроном-практик по сельскохозяйственной кооперации» (1923). Работал агрономом в Вятском губернском Союзе сельскохозяйственной кооперации; заведующим сельскохозяйственным отделом Горьковского краевого Полеводсоюза. Окончил Высшие педагогические курсы Ленинградского сельскохозяйственного института.
С 1929 г. аспирант, затем старший научный сотрудник лаборатории кормления Всесоюзного научно-исследовательского института животноводства. В 1936—1940 зав. кафедрой кормления сельскохозяйственных животных, декан зоотехнического факультета Молотовского (Пермского) сельскохозяйственного института. С 1938 г. профессор.
В 1944—1956 гг. — директор ВИЖ. В последующем — советник по вопросам сельского хозяйства Посольства СССР в Нидерландах, проректор по научной работе Московской ветеринарной академии.
С 3 ноября 1960 по 9 сентября 1963 года первый декан сельскохозяйственного факультета Университета Дружбы народов. Основатель и первый заведующий кафедры общей зоотехнии (1961—1964).
Доктор сельскохозяйственных наук (1952, тема диссертации «Обмен кальция и фосфора и потребность в них у растущих и взрослых племенных свиней»).
Избирался депутатом Верховного Совета РСФСР 1-го созыва. Награждён орденами Ленина, Трудового Красного Знамени, Красной Звезды, многими медалями, Большой серебряной медалью ВСХВ.
Умер в Москве в 1964 году.

## Научные сочинения
- Кормление войсковой лошади [Текст] / проф. Кузнецов И. М., канд. с.-х. наук Магидов Г. А., канд. вет. наук Соколов А. В. ; Под общ. ред. проф. И. М. Кузнецова ; Вет. упр. Вооруж. сил СССР. — Москва : Воен. изд-во, 1946 (тип. им. Тимошенко). — 184 с. : ил.; 20 см.